# Gilbert O'Sullivan
Gilbert O'Sullivan (Waterford, 1 de dezembro de 1946), nome artístico de Raymond Edward O'Sullivan, é um cantor e compositor irlandês.
Teve como seus maiores sucessos os hits do início dos anos 70 "Alone Again (Naturally)", "Clair", "What's in a Kiss" e "Get Down". Suas canções são frequentemente marcadas por seu estilo distinto e percussivo de tocar piano  e letras observacionais usando jogos de palavras. 
Nascido em Waterford , na Irlanda, O'Sullivan se estabeleceu em Swindon , na Inglaterra, ainda criança. Em 1967, ele começou a seguir carreira na música. Em todo o mundo, ele alcançou 16 discos no top 40, incluindo seis canções em primeiro lugar, a primeira das quais foi " Nothing Rhymed ", de 1970. Ao longo de sua carreira, ele gravou 19 álbuns de estúdio. A revista musical Record Mirror elegeu O'Sullivan o melhor cantor masculino do Reino Unido em 1972.  Ele recebeu três prêmios Ivor Novello , incluindo "Compositor do Ano" em 1973. 

## Juventude
Raymond Edward O'Sullivan nasceu em 1º de dezembro de 1946 em Cork Road, Waterford , Irlanda.  Ele era um dos seis filhos. Sua mãe, May, tinha uma loja de doces e seu pai era açougueiro na Clover Meats.  Os O'Sullivans emigraram devido a uma oferta de emprego na Inglaterra .  A família mudou-se para Battersea , Londres, quando Raymond tinha sete anos, antes de se estabelecer em Swindon , Wiltshire, um ano depois. Raymond começou a tocar piano aqui, explicando mais tarde: "Eu venho de uma classe trabalhadora, mas sempre tivemos um piano, o pensamento dos meus pais era que se um dos seus filhos pudesse tocá-lo, você poderia ganhar algum dinheiro com isso. "  O período de aulas de piano durou pouco, pois O'Sullivan não era apaixonado pela teoria musical e, em vez disso, tocava as peças de ouvido.  O pai de Raymond morreu dois anos após a mudança para Swindon. 
Raymond frequentou o St Joseph's Catholic College antes de estudar no Swindon College , especializando-se em design gráfico. Aqui, ele tocou com várias bandas semi-profissionais, incluindo Doodles, the Prefects e foi mais notavelmente baterista de uma banda chamada Rick's Blues, junto com Malcolm Mabbett (guitarra), Keith Ray (baixo) e o fundador Rick Davies .  Davies, que mais tarde fundou o Supertramp , ensinou O'Sullivan a tocar bateria e piano.  A bateria de O'Sullivan informou seu estilo de tocar piano, que muitas vezes utiliza um padrão de piano percussivo distinto. O'Sullivan explicou: "Minha mão esquerda está batendo no chapéu alto e a mão direita está na armadilha."  Ele começou a escrever canções, fortemente influenciado pelos Beatles como escritores e por Bob Dylan como intérprete. 

## Carreira
Em 1967, O'Sullivan mudou-se de Swindon para Londres em busca de uma carreira musical. Determinado a conseguir um contrato com uma gravadora e buscando se destacar, ele criou uma imagem visual atraente composta por corte tigela , boné de pano e calça curta. O'Sullivan disse que seu amor pelo cinema mudo inspirou o visual.  Ele assinou um contrato de cinco anos com a April Music, editora da CBS Records , depois de chamar a atenção do gerente profissional Stephen Shane,  que também sugeriu mudar seu nome de Ray para Gilbert como uma brincadeira. o nome da parceria de ópera leve Gilbert e Sullivan . Ele recebeu um adiantamento de £ 12 (equivalente a £ 200 em 2024), com o qual comprou um piano. Ele assinou contrato com a CBS Records pelo gerente de A&R Mike Smith, que produziu Tremeloes , Marmalade e Love Affair .
Seu primeiro single foi "Disappear", produzido por Mike Smith e lançado em novembro de 1967 creditado ao monônimo 'Gilbert'. Ele falhou nas paradas, assim como seu segundo single "What Can I Do", lançado em abril de 1968. Uma mudança para a gravadora irlandesa Major Minor em 1969 rendeu um terceiro single "Mr. Moody's Garden", novamente sem sucesso. O'Sullivan então enviou algumas fitas demo para Gordon Mills , o empresário de Tom Jones e Engelbert Humperdinck , após o que O'Sullivan assinou contrato com o selo recém-fundado de Mills, MAM Records. Mills supostamente odiava a imagem criada por O'Sullivan, mas O'Sullivan insistiu em usá-la inicialmente.  O visual exclusivo de O'Sullivan atraiu muita atenção e muitas vezes o viu comparado aos Bisto Kids. O'Sullivan explicou seu pensamento por trás de sua aparência em uma entrevista de 1971: "Minha mãe provavelmente não gosta de Neil Young porque ela odeia a aparência dele, seu cabelo e tudo mais. Se você conseguir fazer com que eles se interessem por pela sua aparência, eles tendem a gostar da música. O que estou tentando criar é dos anos trinta; Keaton e Chaplin . 

### Sucesso inicial
No final de 1970, O'Sullivan alcançou seu primeiro hit no top 10 do Reino Unido com " Nothing Rhymed ",  que também alcançou o número um na Holanda ,  onde rendeu a O'Sullivan seu primeiro disco de ouro .  Ao longo de 1971, O'Sullivan marcou sucessos com "Underneath The Blanket Go" (que também alcançou o número um na Holanda), " We Will " e "No Matter How I Try", esta última sendo eleita "Melhor Balada ou Romantic Song" no 17º Ivor Novello Awards em 1972.  O'Sullivan lançou seu primeiro álbum, Ele mesmo , em agosto de 1971.  Recebeu uma recepção calorosa da crítica, com o estilo observacional e conversacional de composição de O'Sullivan ganhando comparações com Paul McCartney e Randy Newman .  O'Sullivan optou por não fazer uma turnê para promover o álbum, mas, no entanto, fez uma série de aparições na televisão britânica durante 1971, principalmente gravando uma edição da BBC In Concert transmitida em 18 de dezembro de 1971. 
Em 1972, O'Sullivan alcançou grande fama internacional com " Alone Again (Naturally) ", uma balada que aborda suicídio e perda. O single atingiu o pico em não. 3 no Reino Unido, mas na América passou seis semanas não consecutivas como número um no Hot 100 da Billboard , vendendo quase dois milhões de cópias. Atingiu o pico em não. 2 na Nova Zelândia (durante 11 semanas nas paradas) e passou duas semanas em primeiro lugar no Canadá (13 semanas no Top 40);  e alcançou o número um no Japão (durante uma execução nas paradas de 21 semanas). Na América, o single ficou em primeiro lugar. 2 (atrás de " The First Time Ever I Saw Your Face " de Roberta Flack ) na parada de final de ano da Billboard , com base em vendas e airplay. Em 1973, ambos os títulos foram indicados ao Grammy tanto para Canção do Ano quanto para Gravação do Ano , com Flack vencendo em ambas as categorias. Este sucesso internacional coincidiu com uma nova imagem, com O'Sullivan descartando a aparência que usava desde 1967. Ele revelou um visual mais moderno, 'colegial', no qual costumava usar um suéter com uma grande letra 'G'.  Esta foi uma tentativa deliberada de evitar "[causar] um impacto como Tiny Tim " nos EUA, que "levaria anos para se livrar", e a subsequente edição americana de Ele mesmo , que incluía "Alone Again (Naturally) ", apresentava uma imagem atualizada de O'Sullivan na capa do álbum.  O'Sullivan deu continuidade ao sucesso de "Alone Again (Naturally)" com " Clair ", que alcançou o número 1. 2 nos Estados Unidos no Hot 100 e não. 1 no Reino Unido, Noruega, França, Bélgica, Irlanda e Canadá (14 semanas no Top 40 canadense).  Seu álbum pai (e o segundo de O'Sullivan), Back to Front , gerou outro sucesso com " Out of the Question ", que alcançou o número 1. 17 nos EUA e não. 14 no Canadá. 
As vendas de discos de O'Sullivan ultrapassaram os dez milhões em 1972 e fizeram dele a maior estrela do ano.  O sucesso de O'Sullivan o levou a participar do programa de aniversário da BBC , Fifty Years of Music, em novembro de 1972. O'Sullivan foi classificado pela Record Mirror como o cantor masculino número 1 em 1972,  e em maio. Em 1973, ele ganhou o prêmio Ivor Novello de "Compositor Britânico do Ano". 
1973 viu o lançamento do terceiro álbum de O'Sullivan, I'm a Writer, Not a Fighter , que refletia uma nova ênfase no rock e nas influências do funk . Seu primeiro single, " Get Down ", baseado em teclado elétrico , alcançou o número um no Reino Unido, Bélgica e Alemanha,  não. 7 nos EUA e no Canadá, e não. 3 na Holanda.  Depois de "Alone Again (Naturally)" e "Clair", "Get Down" foi o terceiro milhão de cópias vendidas de O'Sullivan, com o prêmio de disco de ouro da RIAA apresentado em 18 de setembro de 1973. 
O'Sullivan teve quase cinco anos de sucesso com o MAM, uma série que incluiu sete singles no Top 10 do Reino Unido e quatro álbuns no Top 10 do Reino Unido; três singles no top 10 dos EUA e um álbum no top 10; cinco singles no top 10 holandês e três álbuns no top 10; cinco singles no top 10 da Nova Zelândia; três singles canadenses no top 10; e sete singles no top 10 do Japão.  Em 1974, suas vendas estavam diminuindo.  Seu quarto álbum, A Stranger In My Own Back Yard , foi o primeiro a perder o top cinco na UK Albums Chart , ficando em no. 9. Seu primeiro single, "A Woman's Place", gerou polêmica devido à sua letra ("Acredito / O lugar da mulher é em casa"), vista por alguns como sexista .  Foi o primeiro single de O'Sullivan desde sua descoberta em 1970 a perder o top 40 do UK Singles Chart , atingindo o pico de no. 42.  Seu single "Christmas Song" de novembro de 1974 alcançou o nº. 12 no Reino Unido e não. 5 na Irlanda. Em junho de 1975, O'Sullivan teve seu último hit no top 20, "I Don't Love You But I Think I Like You". 
Gilbert lançou um quinto álbum com o MAM em 1977, Southpaw , mas falhou nas paradas. O'Sullivan descobriu que seu contrato de gravação com a MAM Records favorecia muito o dono da gravadora, Gordon Mills. Seguiu-se um processo judicial, com uma discussão prolongada sobre quanto dinheiro suas músicas renderam e quanto desse dinheiro ele realmente recebeu.  Eventualmente, em maio de 1982, o tribunal decidiu a favor de O'Sullivan, descrevendo-o como um "homem evidentemente honesto e decente", que não recebeu uma proporção justa da vasta renda que suas canções geraram.  Eles concederam-lhe £ 7 milhões em danos (£ 26.281.400 em 2024). Embora ele tenha vencido, a batalha judicial suspendeu sua carreira musical ,  e ele disse que não conseguiu obter um empresário ou um contrato com uma grande gravadora. 

### Carreira posterior
Em 1980, após um hiato de cinco anos, ele retornou à sua antiga gravadora, a CBS.
O primeiro single, "What's in a Kiss?", Alcançou a 19ª posição no Reino Unido em 1980 e a 21ª posição no Japão.  Foi seu primeiro hit no top 20 do Reino Unido em cinco anos. Após o lançamento de seus álbuns subsequentes de 1980 e 1982, Off Center e Life & Rhymes , e devido em parte ao processo judicial do MAM em andamento, O'Sullivan não lançou nenhum material novo entre 1983 e 1986.  Além do single "E daí?" em 1990 e um álbum de compilação em 1991, Nothing But the Best , O'Sullivan esteve ausente das paradas até que outro álbum de compilação, The Berry Vest of Gilbert O'Sullivan , o trouxe de volta ao top 20 do Reino Unido em 2004. 
conhecido por seu papel em promover a prática de limpeza de samples na música hip hop como resultado do processo judicial de 1991, Grand Upright Music , Ltd. ele processou o rapper Biz Markie pelos direitos de usar uma amostra de sua música "Alone Again (Naturally)".  Ele ganhou 100% dos royalties e fez da amostragem um empreendimento caro. 
O'Sullivan continuou a gravar e se apresentar no século XXI. Ele é particularmente aclamado no Japão .  Seu álbum A Scruff at Heart foi lançado em 2007, apresentando "Just So You Know". Em 14 de julho de 2008, O'Sullivan lançou "Never Say Di". Ele apareceu no Festival de Glastonbury de 2008 e tocou no Royal Albert Hall de Londres em 26 de outubro de 2009. Em 26 de agosto de 2010, O'Sullivan anunciou que havia se juntado à Hypertension, uma gravadora cujos artistas incluíam Leo Sayer , Chris DeBurgh , Fleetwood Mac e Gerry Rafferty . 
Seu álbum Gilbertville foi lançado em 31 de janeiro de 2011; apresentava "All They Wanted to Say", que tratava dos ataques de 2001 ao World Trade Center , e seu single "Where Would We Be (Without Tea)?". Em 19 de julho de 2011, O'Sullivan tocou ao vivo no BBC Radio 2 Ken Bruce Show.  Em 26 de agosto daquele ano, o documentário Out on His Own foi transmitido pela BBC 4 (antes pela irlandesa RTÉ ). Em março de 2012, o álbum de compilação Gilbert O'Sullivan: The Very Best Of – A Singer & His Songs entrou no UK Albums Chart em 12º lugar.  2015 viu Gilbert ressurgir na rádio e televisão irlandesa e BBC. Ele fez uma turnê pela Irlanda no início de junho e, em 8 de junho de 2015, seu álbum Latin à la G! foi liberado. 
Em 24 de agosto de 2018, O'Sullivan lançou seu 19º álbum de estúdio, Gilbert O'Sullivan . O álbum entrou na parada de álbuns do Reino Unido em 20º lugar, seu primeiro álbum de estúdio nas paradas do Reino Unido em mais de 40 anos. 
Em 22 de julho de 2022, O'Sullivan lançou seu 20º álbum de estúdio, Driven , produzido por Andy Wright. O álbum alcançou o pico na parada de álbuns do Reino Unido, na 26ª posição 
Em dezembro de 2023, os vereadores da cidade de Waterford e do conselho do condado concordaram em conceder a O'Sullivan a liberdade da cidade e do condado. 

## Vida pessoal
O'Sullivan evitou propositalmente namorar no auge de sua carreira; ele temia que isso inibisse suas habilidades de composição.  Em janeiro de 1980, O'Sullivan casou-se com sua namorada norueguesa Aase Brekke. Mais tarde naquele ano, nasceu a primeira de suas duas filhas, Helen-Marie. Tara nasceu dois anos depois. 

Atualmente mora em Jersey . 